# Project Management Institute
Das Project Management Institute (PMI) ist ein in den Vereinigten Staaten von Amerika gegründeter, weltweit tätiger Projektmanagementverband.

## Überblick
Das PMI wurde 1969 außerhalb von Philadelphia, Pennsylvania, USA gegründet. Die Festlegung der Satzung des Institutes durch das Commonwealth of Pennsylvania markierte den Beginn der Tätigkeit des Institutes. Im selben Jahr wurden die ersten Seminare und Symposien in Atlanta, Georgia mit 83 Teilnehmern abgehalten. 2020 hatte das PMI mehr als 600.000 Mitglieder in über 200 Ländern sowie über 300 lokale Organisationen (Chapters), von denen sich die Hälfte in den USA befindet. PMI ist die weltweit mitgliederstärkste Projektmanagement-Organisation und seit 1996 Herausgeber des PMBOK Guide sowie anderer Standards für Projekt-, Programm- und Portfoliomanagement. Der PMBOK Guide ist zugleich ein amerikanischer ANSI Standard und Basis für den ISO-21500-Standard.

## Zertifizierungen
Das PMI bietet mehrere individuelle Zertifizierungen an, wobei der Project Management Professional (PMP) 91 % aller Zertifizierungen am PMI ausmacht. So gab es Ende 2019 über eine Million PMPs in über 200 Ländern.
Die meisten davon sind aus den USA (36,6 %), China (23,2 %), Kanada (6,4 %), Indien (4,7 %), Japan (4,2 %) und Brasilien (2,1 %). In Europa ist der PMP im Vergleich dazu – auch aufgrund der europäischen Projektmanagementmethoden PRINCE2 und IPMA ICB – weniger stark verbreitet, mit ca. 17.600 Zertifizierten in Deutschland, ca. 6.100 in der Schweiz und ca. 1.400 in Österreich. Alle Zertifikate müssen nach drei Jahren re-zertifiziert werden.
Übersicht:
- seit 1984 (USA) bzw. 1996 (weltweit): Project Management Professional (PMP)® 
 Ein PMP muss – je nach Ausbildung – eine spezifische Ausbildung und einschlägige Erfahrung über mindestens 3 Jahre/4.500 Stunden bzw. 5 Jahre/7.500 Stunden (innerhalb der letzten acht Jahre) im Bereich Projektmanagement vorweisen. Er hat eine Prüfung bestanden, die die Projektmanagementkenntnisse nach PMI-Standard überprüft. Zusätzlich hat er sich bereit erklärt, den Regeln des PMI-Berufskodex („Code of conduct“) zu folgen.

- seit 2003: Certified Associate in Project Management (CAPM)® 
 Ein CAPM verfügt über Basiskenntnisse im Projektmanagement. Voraussetzung sind 23 Anwesenheitsstunden in einer formalen Projektmanagement-Ausbildung. Das Zertifikat wird durch eine schriftliche Prüfung erworben.

- seit 2007: Program Management Professional (PgMP)® – Program Management

- seit 2008: Scheduling Professional (PMI-SP)® – Developing and Maintaining the Project Schedule

- seit 2008: Risk Management Professional (PMI-RMP)® – Assessing and Identifying Project Risks

- seit 2011: Agile Certified Practitioner (PMI-ACP)® – Agile Principles, Practices, Tools and Techniques

- seit 2014: Professional in Business Analysis (PMI-PBA)® – Business Analysis

- seit 2014: Portfolio Management Professional (PfMP)® – Portfolio Management

- seit 2022: Construction Professional (PMI-CP) – Project Management Excellence in the Built Environment

- seit 2025: Project Management Office Certified Professional (PMI-PMOCP)

- Das Disciplined Agile Consortium (DAC) wurde 2019 vom PMI übernommen und bietet verschiedene Zertifizierungen an:
  - seit 2021: Disciplined Agile® Scrum Master (DASM)
  - seit 2021: Disciplined Agile® Senior Scrum Master (DASSM)
  - seit 2021: Disciplined Agile® Coach (DAC)
  - seit 2021: Disciplined Agile® Value Stream Consultant (DAVSC)

Anzahl der aktiven Zertifizierungen am PMI:

## Andere Projektmanagement-Organisationen
Neben dem PMI gibt es weitere Projektmanagement-Organisationen, die beiden bekanntesten sind die International Project Management Association (IPMA) sowie AXELOS als Herausgeber der Projektmanagementmethode PRINCE2.